# Rowan Companies
Rowan Companies is een boormaatschappij die in 1923 werd opgericht door de broers Charlie en Arch Rowan als Rowan Drilling Company. In 1967 ging het bedrijf naar de beurs en in 1971 veranderde de naam in Rowan Companies.

## Beginjaren
De broers Rowan begonnen in 1923 met een stoomaangedreven boortoren. Charlie had voor Humble Oil gewerkt toen de gelegenheid zich voordeed om een boortoren over te nemen en wist zijn broer te overtuigen. Het jaar daarop wisten ze nog een boorinstallatie te bemachtigen en begonnen de broers in Wortham in Texas. Daar boorden ze in november 1924 de boorput Roy Simmons no. 1 aan, wat een oliehausse op gang bracht, waarbij het stadje groeide van 1000 inwoners naar 35.000 een jaar later. Drie weken na de vondst stonden er al 300 boortorens. In 1927 was de hausse over en liep het stadje weer leeg.
In 1927 zetten de broers in Fort Worth Rowan Oil Company op die de olie moest verkopen die door Rowan Drilling werd geproduceerd. In 1933 werd Rowan Oil Company weer opgeheven, evenals Rowan Drilling, dat echter in Delaware weer werd opgericht. In 1935 kreeg het bedrijf de beschikking over hun eerste dieselelektrische boorinstallatie. Aan het einde van de jaren 1930 ging het bedrijf ook buiten Texas aan het werk, in de moerassen van Louisiana.
Gezien de overvloed aan olie begon de Texas Railroad Commission de olieproductie te reguleren. Rowan Drilling vocht dit aan tot aan de Supreme Court, maar verloor de zaak uiteindelijk.
In de Tweede Wereldoorlog werd de Petroleum Industry War Council opgezet, de voorloper van de National Petroleum Council. Arch Rowan was hier een van de oprichters.
In 1948 werd het bedrijf opnieuw opgesplitst in Rowan Oil Company en Rowan Drilling Company vanwege de aansprakelijkheidswetgeving in Texas. In dat jaar was het bedrijf actief in Texas, New Mexico en Louisiana.

## Offshore
In 1954 boorde het voor het eerst offshore, gebruikmakend van een ponton. Het jaar daarop gingen de broers met pensioen. Hamilton Rogers nam de leiding over van Rowan Oil Company en Gilbert Rowe die van Rowan Drilling. In 1958 werd Rowan Oil Company verkocht aan Texas Pacific Coal & Oil Company. Dat jaar werd ook begonnen met boren in Mississippi en vanaf 1966 ook in Alaska.

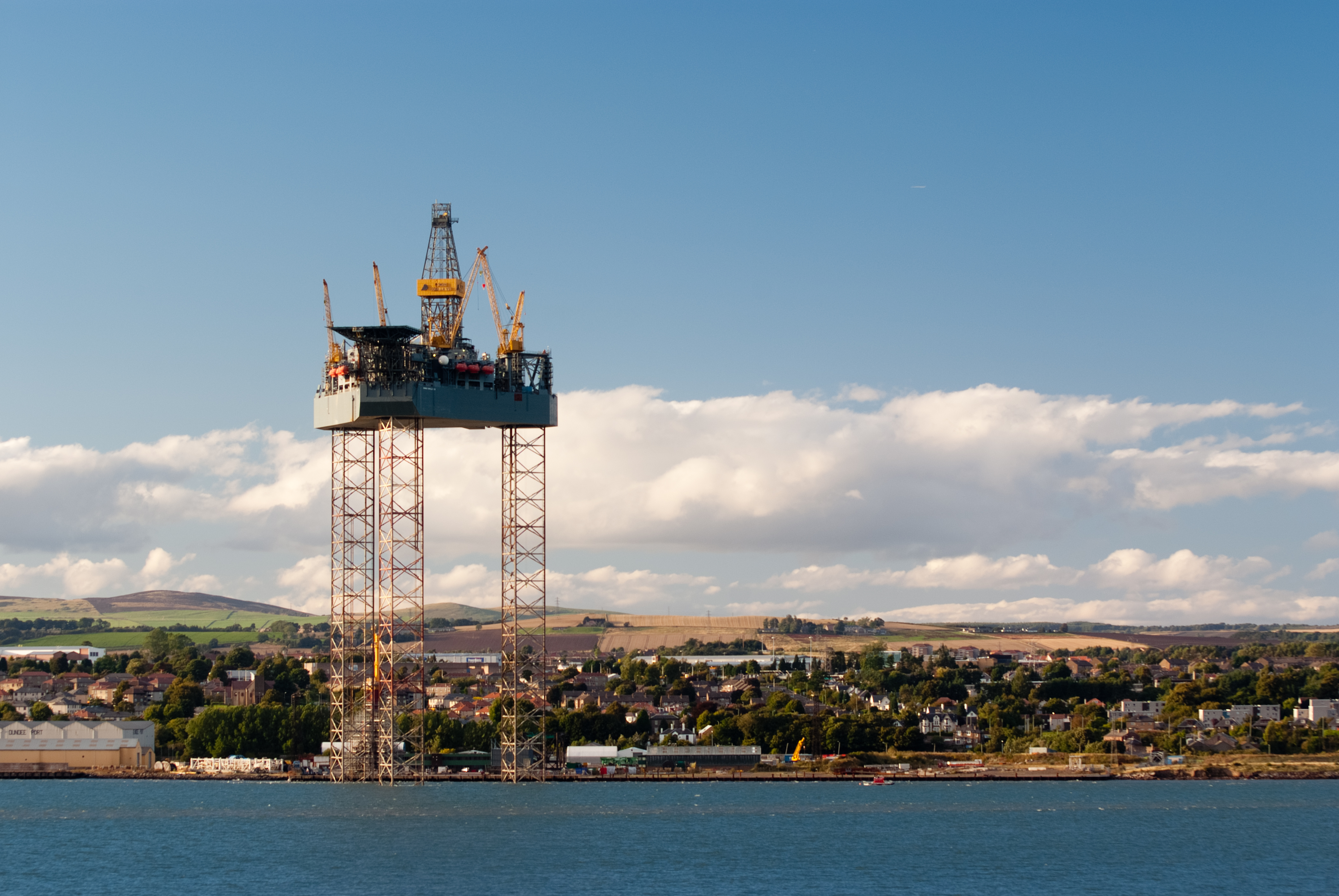
De Rowan Gorilla VII bij Dundee in 2010

In 1963 werd het hoofdkantoor verplaatst naar Houston in Texas. In 1967 ging het bedrijf deels naar de beurs, waarmee een uitbreiding offshore gefinancierd werd. Daartoe maakte Rowan vanaf 1970 gebruik van hefplatforms (jackups) van LeTourneau. Zo kon het uitbreiden naar Nicaragua, Colombia, Honduras en Venezuela.
In 1967 had het al ERA Helicopters uit Alaska overgenomen, in 1973 gevolgd door Merric. In 1977 werd Jet Alaska overgenomen, in 1980 Livingston Copters en in 1991 KLM Helikopters. In 2004 verkocht het wat sinds 1988 Era Aviation heette.
In 1978 deed Chicago Bridge & Iron een poging het bedrijf over te nemen, waarop Schlumberger gevraagd werd om een aandeel te nemen om de overname af te wenden, wat succesvol bleek.
De olieprijs begon in 1982 langzaam en vanaf 1985 versneld te dalen, maar Rowan hield aanvankelijk vast aan een agressieve expansiepolitiek met de introductie van een nieuw type jackup, de Gorilla, die vanaf 1983 opgeleverd werden. In 1990 werd voor het eerst in vijf jaar weer winst gemaakt, vooral door de luchtvaartafdeling.
In 1994 werd LeTourneau overgenomen, de bouwer van de jackups van Rowan.
In 2010 nam het bedrijf Skeie Drilling & Production over. In 2011 stapte het de diepwatermarkt in en liet het enkele boorschepen bouwen naar Gusto P10,000-ontwerp, waarvan de eerste in 2014 werd opgeleverd. Dat jaar werd Letourneau verkocht aan Joy Global. Ook de landactiviteiten werden verkocht.
In 2012 vestigde het bedrijf zich in het Verenigd Koninkrijk. In 2014 ging het bedrijf een joint-venture aan met Saudi Aramco, ARO Drilling.
In 2018 werd bekendgemaakt dat Rowan Companies zou fuseren met Ensco om zo de grootste offshoreboormaatschappij te vormen, nog voor Transocean.

## Vloot
De vloot van Rowan heeft door de jaren heen bestaan uit:
| Naam              | Type      | Ontwerp                     | Werf                           | Jaar              | IMO     |
| ----------------- | --------- | --------------------------- | ------------------------------ | ----------------- | ------- |
| Rowan I           | Tender    |                             | Levingston Shipbuilding, 527   | 20 december 1954  |         |
| Rowan II          | Tender    |                             | Levingston Shipbuilding, 653   | 23 december 1964  |         |
| Rowan III         | Tender    |                             | Levingston Shipbuilding, 532   | 8 augustus 1955   |         |
| Rig No. 4         | Ponton    |                             | Levingston Shipbuilding, 695   | 13 november 1970  |         |
| Rowan Houston     | Jackup    | LeTourneau 52               | LeTourneau Vicksburg, 48       | 14 maart 1970     | 8754592 |
| Rowan New Orleans | Jackup    | LeTourneau 52               | LeTourneau Vicksburg, 50       | 29 september 1970 | 8754657 |
| Rowan Anchorage   | Jackup    | LeTourneau 52               | LeTourneau Singapore, 60       | 22 augustus 1972  | 8754516 |
| Rowan Texas       | Jackup    | LeTourneau 52               | LeTourneau Vicksburg, 61       | 7 maart 1973      | 8754683 |
| Rowan Louisiana   | Jackup    | LeTourneau 84               | LeTourneau Vicksburg, 84       | 21 maart 1975     | 8754619 |
| Rowan Alaska      | Jackup    | LeTourneau 84               | LeTourneau Vicksburg, 85       | 18 augustus 1975  | 8754504 |
| Rowan Fairbanks   | Ponton    |                             | LeTourneau Singapore, 99       | 10 oktober 1975   | 8754530 |
| Rowan Midland     | Semi      |                             | Levingston Shipbuilding, 717   | oktober 1976      | 8754633 |
| Rowan Odessa      | Jackup    | LeTourneau 116-S            | LeTourneau Vicksburg, 116      | 11 december 1976  | 8754669 |
| Rowan Juneau      | Jackup    | LeTourneau 116-S            | LeTourneau Vicksburg, 1119     | 1 augustus 1977   | 8754607 |
| Rowan Fort Worth  | Jackup    | LeTourneau 116-C            | LeTourneau Vicksburg, 124      | 10 augustus 1978  | 8753926 |
| Rowan Middletown  | Jackup    | LeTourneau 116-C            | LeTourneau Vicksburg, 140      | 17 april 1980     | 8754621 |
| Rowan Paris       | Jackup    | LeTourneau 116-C            | LeTourneau Vicksburg, 145      | 10 september 1980 | 8754671 |
| Charles Rowan     | Jackup    | LeTourneau 116-C            | LeTourneau Vicksburg, 154      | 23 februari 1981  | 8750716 |
| Arch Rowan        | Jackup    | LeTourneau 116-C            | LeTourneau Vicksburg, 155      | 2 juli 1981       | 8750211 |
| Gilbert Rowe      | Jackup    | LeTourneau 116-C            | LeTourneau Vicksburg, 156      | 6 november 1981   | 8751265 |
| Cecil Provine     | Jackup    | LeTourneau 116-C            | LeTourneau Vicksburg, 157      | 22 maart 1982     | 8750699 |
| Rowan Halifax     | Jackup    | LeTourneau 116-C            | LeTourneau Vicksburg, 175      | 29 december 1982  | 8754580 |
| Rowan California  | Jackup    | LeTourneau 116-C            | LeTourneau Singapore, 199      | 1 november 1983   | 8754528 |
| Rowan Gorilla I   | Jackup    | LeTourneau Gorilla          | LeTourneau Vicksburg, 200      | 15 december 1983  | 8766868 |
| Rowan Gorilla III | Jackup    | LeTourneau Gorilla          | LeTourneau Vicksburg, 202      | 15 november 1985  | 8754566 |
| Rowan Gorilla II  | Jackup    | LeTourneau Gorilla          | LeTourneau Singapore, 203      | 19 oktober 1984   | 8754554 |
| Rowan Gorilla IV  | Jackup    | LeTourneau Gorilla          | LeTourneau Vicksburg, 205      | 7 november 1986   | 8754578 |
| Rowan Gorilla V   | Jackup    | LeTourneau Super Gorilla    | LeTourneau Vicksburg, 219      | 15 november 1998  | 8764262 |
| Rowan Gorilla VI  | Jackup    | LeTourneau Super Gorilla    | LeTourneau Vicksburg, 220      | 21 juni 2000      | 8764078 |
| Rowan Gorilla VII | Jackup    | LeTourneau Super Gorilla    | LeTourneau Vicksburg, 221      | 10 december 2001  | 8765096 |
| Bob Palmer        | Jackup    | LeTourneau Super Gorilla XL | LeTourneau Vicksburg, 224      | 18 augustus 2003  | 8765436 |
| Scooter Yeargain  | Jackup    | LeTourneau Tarzan           | LeTourneau Vicksburg, 225      | 1 april 2004      | 8765448 |
| Bob Keller        | Jackup    | LeTourneau Tarzan           | LeTourneau Vicksburg, 226      | 29 juli 2005      | 8765450 |
| Hank Boswell      | Jackup    | LeTourneau Tarzan           | LeTourneau Vicksburg, 227      | 15 september 2006 | 8765462 |
| J.P. Bussell      | Jackup    | LeTourneau Tarzan           | LeTourneau Sabine Pass, 228    | 17 november 2008  | 8765474 |
| Rowan Mississippi | Jackup    | LeTourneau Workhorse 240-C  | LeTourneau Vicksburg, 240      | 10 november 2008  | 8768933 |
| Ralph Coffman     | Jackup    | LeTourneau Workhorse 240-C  | LeTourneau Vicksburg, 241      | 15 december 2009  | 8768945 |
| Joe Douglas       | Jackup    | LeTourneau Workhorse 240-C  | LeTourneau Vicksburg, 242      | 19 december 2011  | 9618123 |
| Rowan EXL-I       | Jackup    | LeTourneau Super 116E-XL    | AmFELS Brownsville, 248        | 1 april 2010      | 9584451 |
| Rowan EXL-II      | Jackup    | LeTourneau Super 116E-XL    | AmFELS Brownsville, 249        | 31 augustus 2010  | 8771150 |
| Rowan EXL-III     | Jackup    | LeTourneau Super 116E-XL    | AmFELS Brownsville, 252        | 20 december 2010  | 8770211 |
| Rowan EXL-IV      | Jackup    | LeTourneau Super 116E-XL    | AmFELS Brownsville, 253        | 1 september 2011  | 8770223 |
| Rowan Viking      | Jackup    | KFELS N Class               | KFELS Singapore, B300          | 27 september 2010 | 8769664 |
| Rowan Stavanger   | Jackup    | KFELS N Class               | KFELS Singapore, B301          | 10 januari 2011   | 8769793 |
| Rowan Norway      | Jackup    | KFELS N Class               | KFELS Singapore, B306          | 27 juni 2011      | 8770077 |
| Rowan Renaissance | Boorschip | Gusto P10,000               | Hyundai Heavy Industries, 2559 | 17 januari 2014   | 9630066 |
| Rowan Resolute    | Boorschip | Gusto P10,000               | Hyundai Heavy Industries, 2560 | 22 juli 2014      | 9630078 |
| Rowan Reliance    | Boorschip | Gusto P10,000               | Hyundai Heavy Industries, 2563 | 7 november 2014   | 9646950 |
| Rowan Relentless  | Boorschip | Gusto P10,000               | Hyundai Heavy Industries, 2564 | 31 maart 2015     | 9672961 |
| Bess Brants       | Jackup    | LeTourneau Super 116E-PB    | CRP, Maragogipe, 257           | 12 januari 2013   | 9635705 |
| Earnest Dees      | Jackup    | LeTourneau Super 116E-PB    | CRP, Maragogipe, 258           | 14 juni 2013      | 9635717 |